# Lockhart (Karolina Południowa)
Lockhart – miasto w Stanach Zjednoczonych, w stanie Karolina Południowa, w hrabstwie Union.